# Стави Івано-Франківської області
Стави Івано-Франківської області — стави, які розташовані на території Івано-Франківської області (в адміністративних районах і басейнах річок).
На території Івано-Франківської області налічується 1364 ставки, загальною площею 5100 га, об’ємом 44,7 млн. м³.

## Загальна характеристика
Територія Івано-Франківської області становить 13,9 тис. км² (2,4 % території України). Вона розташована в межах басейнів Дністра (65 % території області) і Прута - 35 % (басейн Дунаю). 
Гідрографічна мережа представлена великою річкою – Дністер (в межах області 206 км), середніми річками – притокою Дністра – р. Бистриця та притокою Дунаю – р. Прут з її притокою Черемош.
Найбільше ставків знаходиться на території Тисменницького (210 шт.) та Коломийського (156 шт.) районів. Надзвичайно мало ставків на території Верховинського району - 5 шт. 
Цільове призначення ставків – переважно використання для риборозведення, а також комплексне і для зволоження земель.
На умовах оренди використовується 40% ставків області. 

## Наявність ставків у межах адміністративно-територіальних районів та міст обласного підпорядкування Івано-Франківської області[1]
| Район, місто        | Кількість ставків, шт. | Площа ставків, га | Об'єм ставків, млн м³ | В оренді, шт. | В оренді, га |
| ------------------- | ---------------------- | ----------------- | --------------------- | ------------- | ------------ |
| Богородчанський     | 41                     | 54                | 0,35                  | 33            | 40           |
| Верховинський       | 5                      | 5                 | 0,06                  | 1             | 1            |
| Галицький           | 139                    | 680               | 6,12                  | 104           | 590          |
| Городенківський     | 133                    | 475               | 5,26                  | 64            | 258          |
| Долинський          | 37                     | 28                | 0,32                  | 8             | 8            |
| Калуський           | 106                    | 559               | 3,60                  | 7             | 20           |
| Коломийський        | 156                    | 507               | 4,29                  | 68            | 241          |
| Косівський          | 68                     | 215               | 1,11                  | 44            | 153          |
| Надвірнянський      | 55                     | 127               | 1,32                  | 10            | 48           |
| Рогатинський        | 104                    | 423               | 2,90                  | 52            | 118          |
| Рожнятівський       | 59                     | 87                | 0,59                  | 7             | 71           |
| Снятинський         | 82                     | 340               | 2,46                  | 56            | 284          |
| Тисменицький        | 210                    | 849               | 8,49                  | 33            | 63           |
| Тлумацький          | 124                    | 356               | 3,37                  | 53            | 183          |
| м. Івано-Франківськ | 10                     | 42                | 0,55                  | 1             | 6            |
| м. Болехів          | 33                     | 349               | 3,85                  | 8             | 23           |
| м. Яремче           | 2                      | 4                 | 0,05                  | -*            | -            |
| Разом               | 1364                   | 5100              | 44,7                  | 549           | 2107         |

Примітка: -* -  немає ставків, переданих в оренду.

## Наявність ставків у межах основнихрайонів річкових басейнівна території Івано-Франківської області[1]
| Район річкового басейну | Кількість ставків, шт. | Площа ставків, га | Об'єм ставків, млн м³ | В оренді, шт. | В оренді, га |
| ----------------------- | ---------------------- | ----------------- | --------------------- | ------------- | ------------ |
| Дністра                 | 1027                   | 4053              | 36,7                  | 316           | 1213         |
| Дунаю, у т.ч.           | 337                    | 1047              | 8,0                   | 233           | 894          |
| р. Прут                 | 337                    | 1047              | 8,0                   | 233           | 894          |
| Разом                   | 1364                   | 5100              | 44,7                  | 549           | 2107         |

Три чверті всіх ставків (75 %) Івано-Франківської області розташовано у межах району річкового басейну Дністра, 25 % - Прута.  